# L'altra faccia del vento
L'altra faccia del vento (The Other Side of the Wind) è un film co-scritto e diretto da Orson Welles.
Girato tra il 1970 e il 1976 insieme a registi ed amici quali Peter Bogdanovich, John Huston, Norman Foster, Susan Strasberg, Oja Kodar e Joseph McBride, ma completato e distribuito solo nel 2018.

## Trama
È l'ultimo giorno di Jake Hannaford, un vecchio regista di Hollywood rimasto ucciso in un incidente stradale il giorno del suo settantesimo compleanno, con la narrazione di un anziano Brooks Otterlake che era stato un pupillo di Hannaford. Poco prima della sua morte Hannaford stava cercando di far rivivere la sua carriera in declino realizzando un film appariscente, carico di scene di sesso e violenza gratuite, con risultati contrastanti. Durante la festa del compleanno di Hannaford viene proiettato questo film, intitolato The Other Side of the Wind e rimasto incompiuto.

## Produzione
Come accaduto spesso nella sua carriera, la produzione venne sospesa molte volte a causa dei finanziamenti che venivano a mancare. Nonostante fosse un film completo per quanto riguarda il girato, Welles riuscì a montarne solo 45 minuti e alla sua morte, avvenuta nel 1985, tutto il materiale, oltre mille pizze, rimase bloccato a Parigi per conflitti tra i titolari dei diritti di proprietà, tra i quali la figlia Beatrice e la compagna di Welles, Oja Kodar.
Il regista Peter Bogdanovich, al quale Welles si rivolse chiedendogli di finirlo "se mi dovesse succedere qualcosa", dichiarò che stava tentando di terminarlo allo scopo di presentarlo al Festival di Cannes nel 2010, ma la situazione si sbloccò solo nell'ottobre del 2014 quando fu annunciata la possibile uscita per il centenario della nascita del regista, il 6 maggio 2015.

## Distribuzione
Nel 2017 Netflix ha acquistato i diritti per la distribuzione del film, il quale ha avuto la sua première mondiale come Fuori Concorso alla Mostra internazionale d'arte cinematografica a Venezia.

## Accoglienza
Il regista, anche se eterosessuale da tutta la vita, si innamora del suo protagonista. Come dichiarato da McBride il film, mentre affronta la tematica dell'omosessualità, cerca anche di spiegare la visione di Welles nei riguardi del rapporto tra attore e regista, ossia tra "uomo" e "Dio". Questo film, dice McBride, "è l'8½ di Welles, una meditazione sull'arte e il mestiere del cinema".